# Żłobki (przełęcz)
Żłobki (Żłóbki, Zawory, Zawór Ryterski; 1104 m) – przełęcz w Beskidzie Sądeckim, w głównym grzbiecie Pasma Radziejowej. Oddziela masyw Radziejowej od Wielkiego Rogacza. Wschodnie stoki przełęczy opadają do doliny potoku Mała Roztoka, który tutaj nieco poniżej przełęczy ma źródło, stoki zachodnie do doliny jednego ze źródłowych potoków Czarnej Wody.
Nazwa Żłóbki używana była przez mieszkańców Rytra, natomiast mieszkańcy Jaworek używali nazwy Zawór lub Zawór Ryterski. Na przełęczy znajduje się skalna wychodnia, rozdroże szlaków turystycznych i skrzyżowanie dróg leśnych. Na południe z przełęczy schodzi szeroka droga leśna do Roztoki Ryterskiej (prowadzi nią szlak turystyczny), po jej lewej stronie odbiega stokowa Ścieżka Teodora, która północnym grzbietem Pasma Radziejowej biegnie aż w okolice Wielkiej Prehyby. Sama przełęcz jest zalesiona i pozbawiona widoków, ale nieco po jej północnej stronie ze szlaku żółtego otwiera się widok na dolinę Małej Roztoki. Widokowe są również partie czerwonego szlaku prowadzącego od przełęczy na Wielkiego Rogacza, gdyż z powodu wielkiej epidemii zasnui wysokogórskiej i korników w latach 80. XX wieku wycięto tu całe połacie lasu, i nasadzono nowy, który jeszcze miejscami nie zasłania widoków.
Przez Żłobki biegnie granica między miejscowościami Jaworki w powiecie nowotarskim i Roztoka Ryterska w powiecie nowosądeckim.

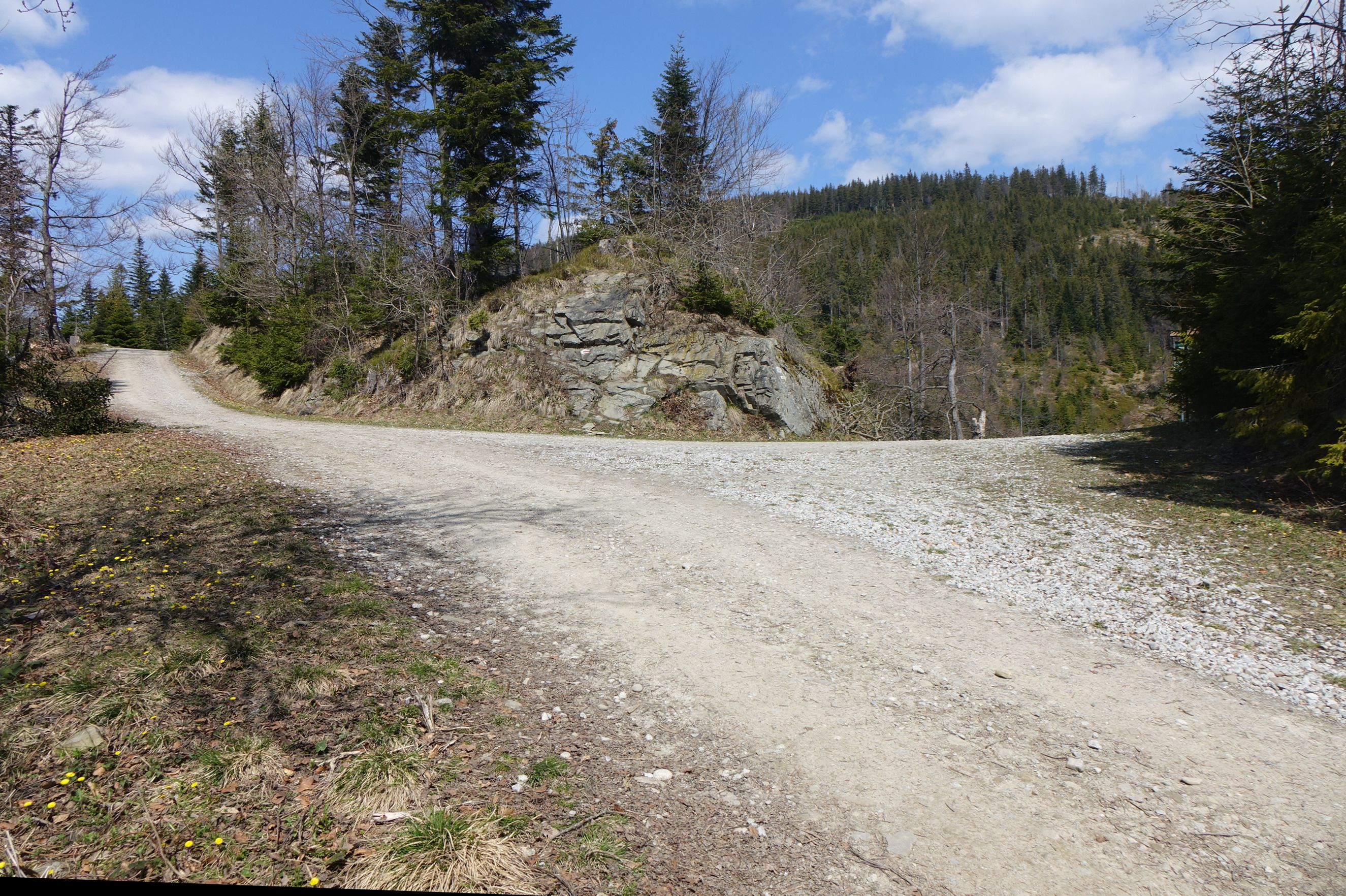
Rejon przełęczy
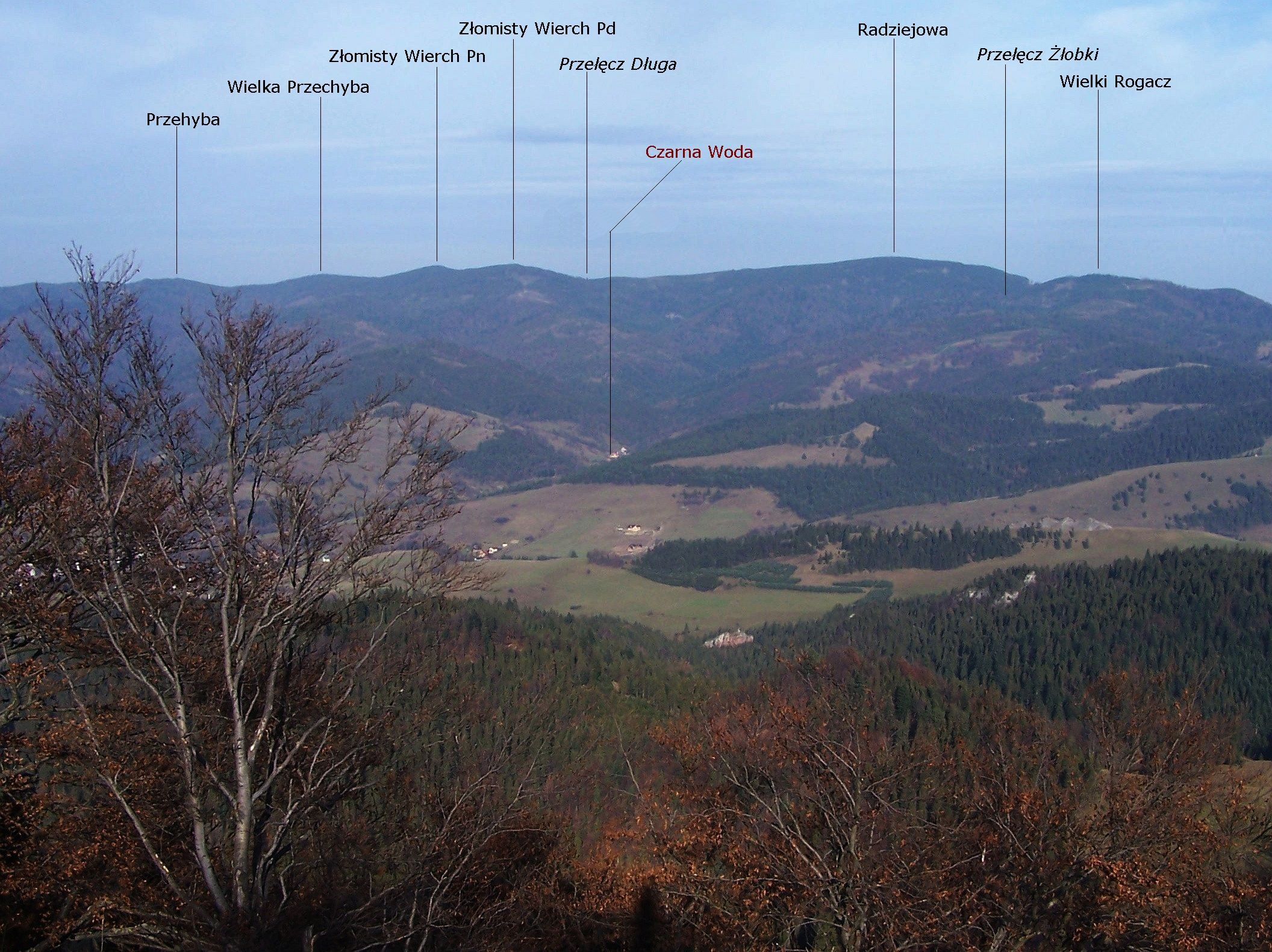
Widok z Wysokich Skałek
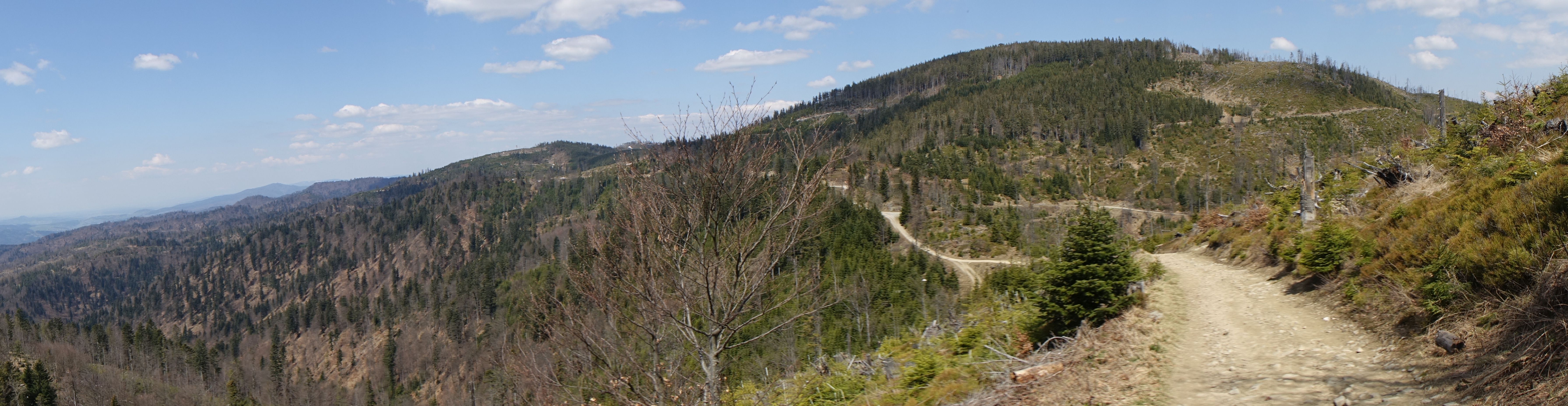
Przełęcz Żłobki i Radziejowa

## Szlaki turystyczne[4]
Główny Szlak Beskidzki na odcinku Radziejowa – Wielki Rogacz
 pieszy gminny Roztoka Ryterska – Żłobki
 narciarski Prehyba – Rytro
 rowerowy Rytro – Żłobki